# Cospaia
Cospaia var en lille republik i Italien. Den fik pludselig og helt uventet uafhængighed i år 1440, efter at Eugenius IV efter et opgør med Baselrådet havde afstået området til Republikken Firenze. Ved en fejl forblev et mindre landstykke uomtalt i salgsaftalen, hvorefter dets indbyggere prompte erklærede deres uafhængighed. Det var hjemsted for en tidlig produktion af tobak. Efter sin uafhængighed udviklede Cospaia sig til en smuglerstat, hvorefter Toscana og Kirkestaten opløste republikken og delte dens territorier i 1826.
I dag en republikken en lille landsby, San Giustino i provinsen Perugia.